# Keith Adamson
Keith Brian Adamson (sinh ngày 3 tháng 7 năm 1945 ở Houghton-le-Spring, Anh) là một cựu cầu thủ bóng đá người Anh.
Ông từng thi đấu cho Tow Law Town, Barnsley và Scarborough.